# Viaducto Santa Ifigênia

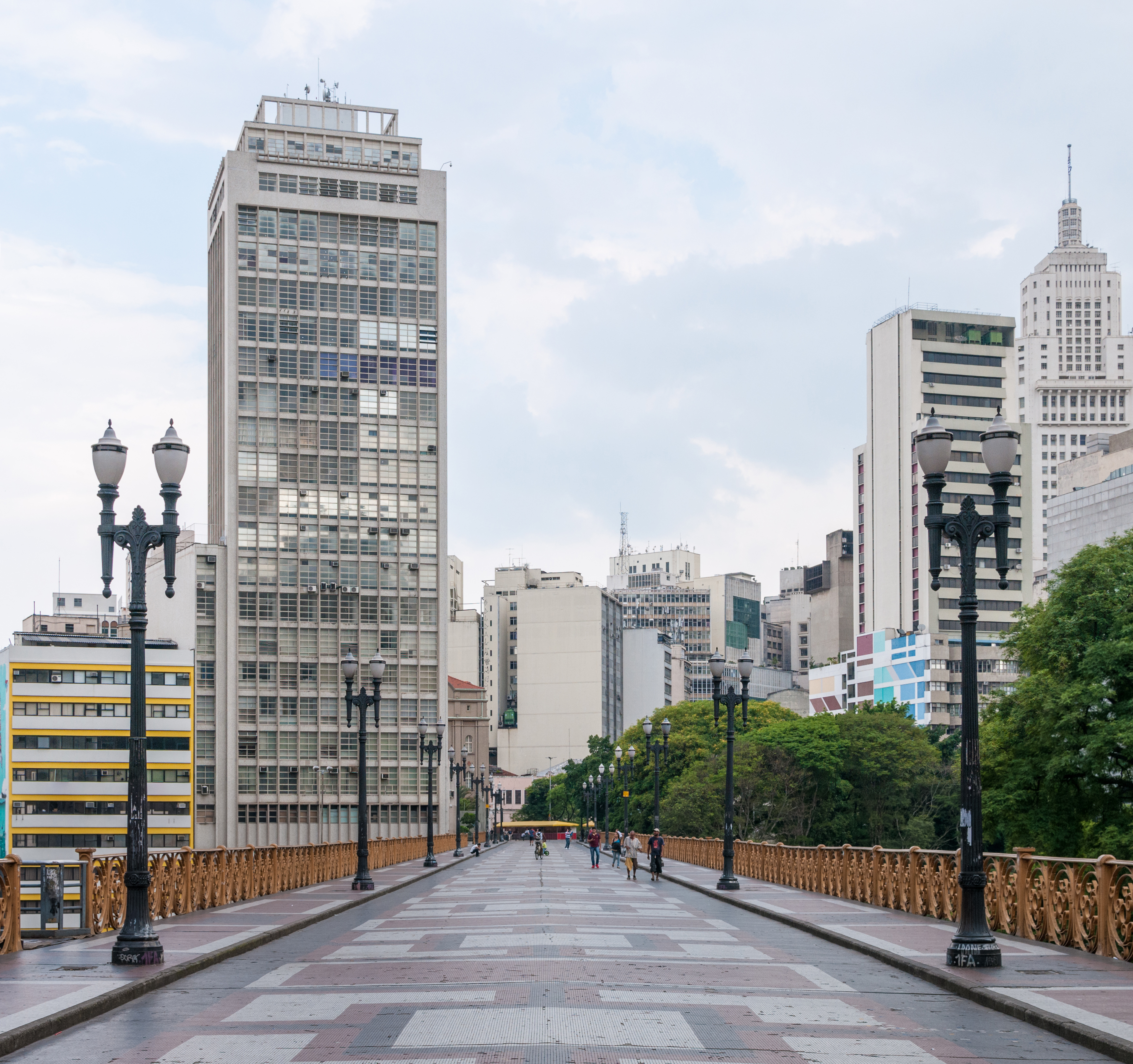
Viaducto Santa Ifigenia.

El viaducto Santa Ifigênia (en portugués Viaduto Santa Ifigênia) es un viaducto ubicado en el barrio homónimo del centro histórico de la ciudad de São Paulo, Brasil. El tránsito de automóviles en el viaducto no está permitido ya que está reservado para uso exclusivo de peatones. Comienza en el Largo São Bento y termina en frente de la Iglesia de Santa Ifigênia, uniendo dos puntos históricos de la ciudad.
La estructura, ideada por el arquitecto Giulio Micheli, fue construida por los ingenieros Giuseppe Chiapori y Mario Tibiriçá enteramente en Bélgica y tenía el objetivo de mejorar la circulación de vehículos, carruajes y tranvías que, en aquellos años - fines del siglo XIX - atravesaban el Vale do Anhangabaú. El viaducto fue instalado entre 1910 y 1913 e inaugurado el 26 de julio de 1913 por el alcalde Raimundo da Silva Duprat.
Actualmente, el viaducto es uno de los principales enlaces de los puntos más altos del centro de São Paulo, pasando sobre el Vale do Anhangabaú y la Avenida Prestes Maia uniendo de esa manera el centro velho de la ciudad con el centro novo. El viaducto, con su estilo art nouveau es uno de los principales puntos turísticos de la ciudad.
Entre el viaducto y la avenida Duque de Caxias hay varias tiendas y pequeñas galerías que comercian y reparan productos electrónicos, desde computadores hasta equipamiento de sonido, luces e instrumentos musicales. Al igual que la rua 25 de Marzo, la Santa Ifigenia (como es conocida popularmente) es un buen lugar para hacer compras en fechas especiales como navidades y el día de los niños.

## Historia
Hacia los últimos años del siglo XIX, debido a la economía del café, la población de São Paulo se multiplicó y su tendido urbano se expandió creando una demanda de mejoras en el transporte y el tráfico de la ciudad. En 1901, se presentó a la Câmara Municipal un proyecto de viaducto que uniría el Largo São Bento y el Largo Santa Ifigênia. Sería el segundo viaducto en cruzar el Vale do Anhangabaú, pues ya existía el Viaduto do Chá, inaugurado en 1892.
La construcción del viaducto no comenzó realmente hasta 1910 y no se concluyó hasta septiembre de 1913. Aunque tardó tres años, fue iniciado y terminado durante el mandato del alcalde Raymundo Duprat. Para la construcción del proyecto, se pidieron prestadas 250.000 libras a los británicos, la primera deuda externa contraída por el Ayuntamiento de São Paulo.
La estructura del viaducto se fabricó íntegramente en Bélgica. Cerca de 1.100 toneladas de estructura metálica se descargaron en el puerto de Santos y llegaron a través del Ferrocarril de São Paulo. El montaje fue realizado por la Lidgerwood Manufacturing Company Limited, bajo la dirección del ingeniero Giuseppe Chiappori, socio de Giulio Micheli y Mário Tibiriçá, mientras que los cimientos fueron colocados por el maestro de obras y carpintero alemán Johann Grundt. Un año más tarde de lo previsto, debido a las expropiaciones e indemnizaciones, a la falta de mano de obra cualificada y a un presupuesto comprometido, el viaducto de Santa Ifigenia fue finalmente inaugurado el 26 de julio de 1913 por el alcalde Duprat, con una fiesta y tranvías y coches cruzando.
El objetivo de la construcción de este viaducto era, además de unir los Largos São Bento y Santa Ifigênia, mejorar el tráfico de coches y carruajes que se enfrentaban a la pendiente de la Avenida São João, así como mejorar el tráfico en la rua XV de Novembro y en la Rua São Bento, por donde pasaban los tranvías. Así, habría una forma más eficiente de conectar un lado del Anhangabaú con el otro. En la década de 1970, la estructura fue protegida por una ley municipal de zonificación. A finales de la misma década, fue objeto de una renovación que restauró su estructura y lo hizo exclusivamente peatonal. Con esta renovación, las luminarias fueron sustituidas por otras antiguas, conocidas como São Paulo Antigo, y el pavimento fue reemplazado por baldosas coloreadas con los colores del arco iris, y se ha colocado una escalera que da acceso al Vale do Anhangabaú.

## Arquitectura

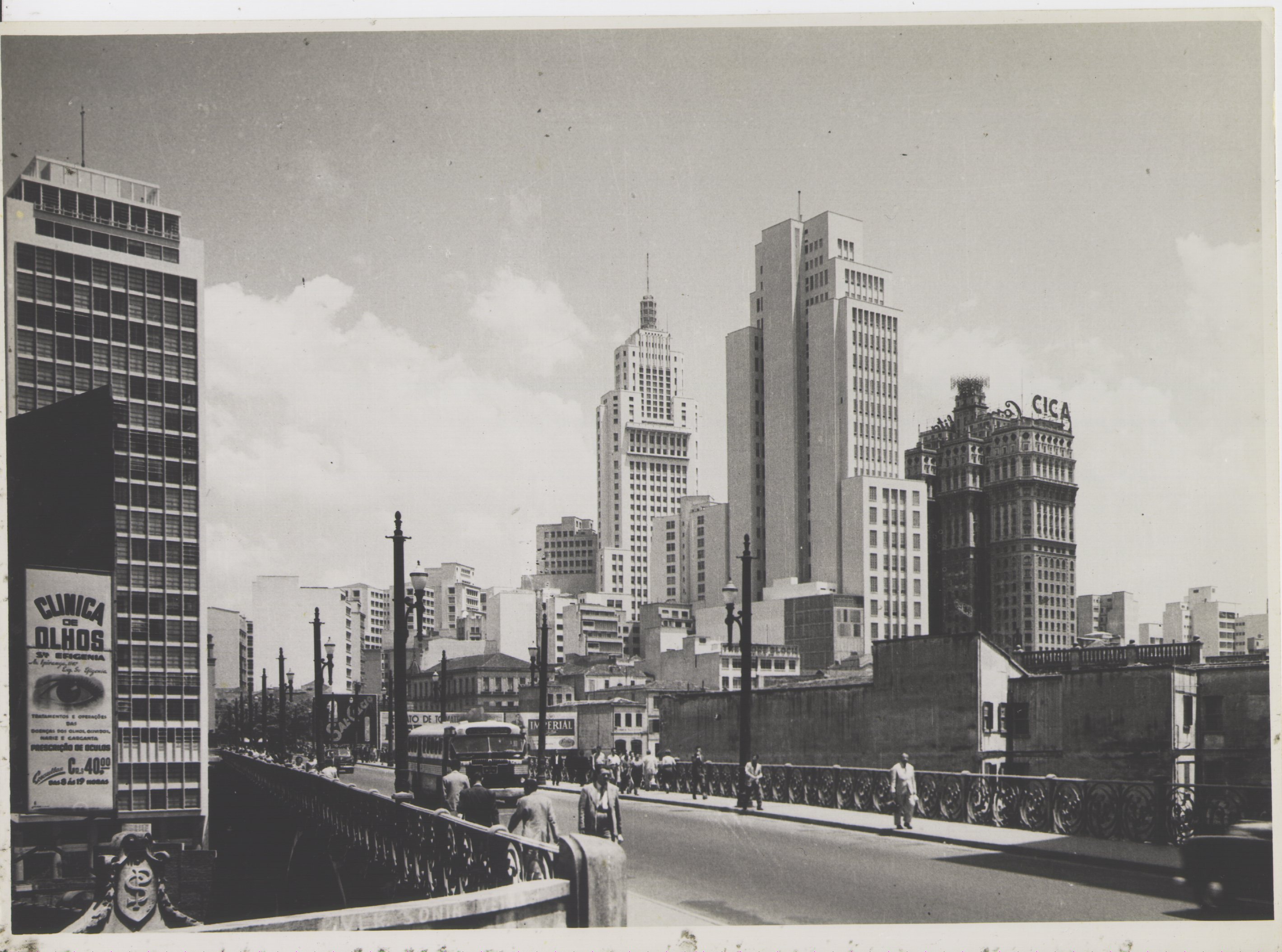
Viaducto Santa Ifigenia, mediados del.

El Viaducto de Santa Ifigênia es una vía peatonal elevada sobre la Avenida Prestes Maia que une el Largo São Bento al Largo de Santa Ifigênia. Tiene bases de hormigón decoradas con pilares de los que se elevan arcos metálicos que dan una aparente ligereza al viaducto proyectado por el arquitecto Giulio Micheli y los ingenieros Giuseppe Chiapori y Mário Tibiriçá.
El suelo teselado sobre losas de hormigón forma alfombras geométricas tricolores. Junto al suelo, también hay pequeñas zanjas con rejillas metálicas para recoger el agua de lluvia.
También se puede acceder al viaducto de Santa Ifigênia desde una escalera pavimentada con almohadillas de goma en la plaza Pedro Lessa, donde actualmente se encuentra la Terminal Correio, junto al edificio Mirante do Vale. 
En 1978, el viaducto de Santa Ifigênia fue reformado y reabierto con la adición de un paseo marítimo, utilizando piezas de la misma empresa que había suministrado las estructuras originales. En 1982, se pintó con los colores del arco iris (rojo, naranja, amarillo, verde, azul, añil y violeta). El estilo Art Nouveau queda patente en las barandillas del viaducto, que, siguiendo el concepto del estilo, enfatizan las líneas curvas y las formas inspiradas en flores y follaje.

## Importancia cultural
El puente del Viaducto de Santa Ifigênia es tiene doscientos veinticinco metros de longitud, marcada por el progreso económico y cultural de la ciudad de São Paulo durante el siglo XIX. La actividad cafetera exigía una nueva estructura para el tránsito de carretas, tranvías y una población que no hacía más que aumentar. El viaducto surgió como una propuesta para mejorar la circulación dentro de la ciudad y, con el paso de los años, se ha convertido en una de las principales atracciones turísticas de la ciudad de São Paulo. En la actualidad, el viaducto está destinado exclusivamente al paso de personas, conectando puntos importantes del centro nuevo y antiguo de la ciudad, como la Rua Santa Ifigênia, la Avenida Cásper Líbero, la Rua Antônio de Godói y el Largo de Paysandú, al igual que el viaducto de Chá, que también se construyó para optimizar el tiempo de los paulistas y turistas.  El viaducto de Santa Ifigênia fue el primer gran proyecto de construcción de carreteras en São Paulo ampliamente documentado a través de la fotografía.

## Estado actual
El Viaducto de Santa Ifigenia, aunque protegido por la Ley de Zonificación y catalogado como patrimonio histórico y cultural de la ciudad de São Paulo, es objeto de vandalismo debido a la falta de vigilancia en el lugar. Hoy su estructura es firme pero está desgastada por el tiempo y la depredación. En toda su longitud, el viaducto presenta grafitis que contrastan con su arquitectura art nouveau. También tiene postes rotos utilizados como cubos de basura, óxido en las partes metálicas, baldosas sueltas en el suelo y las escaleras y también indigentes ubicados en la Praça Pedro Lessa que viven bajo el techo del viaducto.